# Батталово
Батта́лово (рос. Батталово, башк. Баттал) — присілок у складі Учалинського району Башкортостану, Росія. Входить до складу Міндяцької сільської ради.
Станом на 2002 рік присілок відносився до складу ліквідованої Озерної сільської ради.
Населення — 316 осіб (2010; 344 в 2002).
Національний склад:
- башкири — 100%

## Видатні уродженці
- Ахмед'янов Янибай Шагібалович — Герой Соціалістичної Праці.